# Den russisk-ukrainske krig
Den russisk-ukrainske krig undertiden også omtalt som den russisk-ukrainsk konflikt, Ukraine-konflikt, Ukraine-krigen eller almindeligvis også blot omtalt som Ukraine-krisen er en igangværende krig og konflikt mellem på den ene side Ukraine og på den anden side Rusland samt pro-russiske oprørsstyrker fra de syd- og østligste regionen af Ukraine.
Konflikten brød ud sideløbende med Euromajdan. Konflikten eskalerede dog særligt som følge af Majdan-revolutionen i Kyiv i februar 2014, der så den mere russisk-orienterede præsident Viktor Janukovitj blive afsat den 22. februar 2014 til fordel for en mere vestlig-orienterede regering og præsident. Som følge af magtskiftet i Kyiv udbrød der forskellige regeringsfjendtlige oprør, uroligheder og demonstrationer (almindeligvis omtalt som anti-Majdan) i andre byer og regioner rundt om i de syd- og østligste regioner af Ukraine – specielt på Krim-halvøen og i Donbass-regionen.
Krim-krisen opstod umiddelbart i forlængelse af Majdan-revolutionen. Her tog lokale oprørsstyrker i samarbejde med russiske soldater uden insignier – undertiden også omtalt som "små grønne mænd" – hurtigt kontrollen over strategiske stillinger og infrastruktur på Krim-halvøen, ligesom de tog kontrol over parlamentet på Krim. Der blev efterfølgende gennemført en kontroversiel og omstridt folkeafstemning på Krim, hvis resultat viste, at et stort flertal af beboerne på Krim ønskede at sluttede sig til Rusland. Rusland annekterede herefter de facto Krim d. 18. marts 2014.
I Donbass-regionen resulterede de regeringsfjendtlige uroligheder og oprør i etableringen af væbnet paramilitære oprørsstyrker, som de facto etablerede kontrol over store dele af Donbass-regionen. I april 2014 blev de selverklærede og uafhængige folkerepublikker, Donetsk og Lugansk, proklameret i områderne kontrolleret af oprørsstyrkerne. Regering i Kyiv forsøgte at genetablere kontrol over Donbass-regionen ved bl.a. at igangsatte en såkaldt "anti-terrorist-operation" (ATO), som resulterede i Krigen i Donbass (2014-nu) mellem den ukrainske hær og oprørstyrkerne fra Donbass. Til trods for forskellige forsøg på at mægle våbenhvile- og fredsaftaler mellem parterne, herunder de såkaldte Minskaftaler, udbrød der jævnligt kampe mellem de to partnere i perioden mellem 2014-2022. Kampene var dog voldsomst det første år, hvorefter frontlinjen mere eller mindre frøs fast.
I forbindelse med Krigen i Donbass støttede Rusland både økonomisk og militært oprørsstyrkerne. Rusland har således støttet oprørsstyrkerne med våben, men har ikke officielt anerkendt at have støttet med soldater. Dog har frivillige russere støttet oprørsstyrkernes kampe i Donbass. Flere –  herunder Ukraine, USA og EU – mener dog, at russisk militær i hemmelighed og i mere uofficielt kapacitet har opereret og hjulpet oprørsstyrkerne. Derudover har der været hændelser, hvor Rusland og Ukraine været direkte involveret over for hinanden, såsom i forbindelse med forskellige flådehændelser, cyberkrigsførelse og andre politiske spændinger. I det store hele indtraf der dog ikke nogle officielle og direkte kamphandlinger mellem det ukrainske og russiske militær i perioden fra 2014 til 2022.
Konflikten mellem Rusland og Ukraine eskalerede i begyndelsen af 2021. Her begyndte Kyiv-regeringen i februar 2021 at slå ned på oppositionspolitikere, herunder særligt Viktor Medvedtjuk og hans parti Opposition Platform — For Life, samt medier m.m. der, i henhold til Kyiv-regering, fungerede som propagandaapparat for Rusland. USA's ambassade i Kyiv bifaldte efterfølgende dette tiltag. Rusland og præsident Putins modsvar kom d. 21. februar 2021, da de annoncerede en stor militærøvelse på grænsen mellem Rusland og Ukraine, der bl.a. ville omfatte 3.000 soldater. Præsident Zelenskyj godkendte i marts 2021 en strategi, som bl.a. omtalte "de-occupation and Reintegration" (dansk: befrielsen og reintegrationen) af Krim-halvøen. Rusland troppeopbygning langs grænsen til Ukraine blev efterfølgende forøget, ligesom en stabschef i Kreml i april 2021 advarede om, at Rusland kunne komme oprørsstyrkerne i Donbass til forsvar. Rusland havde siden 2019 udstedt ca. 650.000 russiske pas til beboere i Donbass, hvilket præsident Zelenskyj anså som et skridt i retning mod en annektering. Rusland troppeopbygning tog særligt til mod slutningen af 2021 og begyndelsen af 2022. Dette skete samtidig med, at den amerikanske præsident Biden dels forsikrede Zelenskyj om NATO-medlemskab, og dels beskyldte (ligesom Ukraine selv også gjorde) Rusland for at planlægge en invasion. Rusland benægtede disse beskyldninger og anklagede i stedet USA for "destabiliserende adfærd", ligesom de hævdede at have fået lovning på, at sådan østlige ekspansion af NATO ikke ville ske.
Den 21. februar 2022 anerkendte Rusland officielt de to selverklærede folkerepublikker i Donbass og sendte militærtropper ind i områderne. Tre dage senere, d. 24. februar 2022, invaderede Rusland Ukraine. Store dele af det internationale samfund har efterfølgende fordømt Rusland for dets handlinger i Ukraine og anklaget det for at bryde international lov og krænke ukrainsk suverænitet. Mange lande implementerede økonomiske sanktioner mod Rusland, russiske oligarker og virksomheder – særligt som følge af 2022-invasionen.
I august 2014 krydsede ikke-mærkede russiske militærkøretøjer grænsen til Folkerepublikken Donetsk. En krig begyndte herefter mellem ukrainske styrker på den ene side, og en blanding af pro-russiske separatister og russiske militærtropper på den anden, selvom Rusland forsøgte at skjule sin direkte involvering. Krigen udmundede i en statisk konflikt, hvor det gentagne gange mislykkedes at indgå en våbenhvileaftale. I 2015 blev Minsk-aftalerne underskrevet af Rusland og Ukraine, men en række stridigheder forhindrede disse aftaler i at blive fuldt implementeret. I 2019 blev 7 % af Ukraine klassificeret af den ukrainske regering som "midlertidigt besatte områder", mens den russiske regering indirekte havde erkendt tilstedeværelsen af sine tropper i Ukraine.

## Opdatering af Rusland–Ukraine-konflikten (maj 2025)
Konflikten mellem Rusland og Ukraine fortsætter med høj intensitet i maj 2025, præget af militære optrapninger og stagnerede diplomatiske forhandlinger.

### Militære begivenheder
I april 2025 generobrede russiske styrker Kursk-regionen fra Ukraine med støtte fra nordkoreanske soldater. Præsident Vladimir Putin besøgte området den 20. maj 2025, hvilket markerede hans første besøg i regionen siden generobringen.
I maj 2025 affyrede Rusland over 100 droner mod Ukraine, hvoraf det ukrainske luftforsvar rapporterede at have nedskudt 93. Samtidig oplyste Rusland, at de havde nedskudt 159 ukrainske droner over en 12-timers periode.

### Diplomatiske forhandlinger
Den 16. maj 2025 mødtes repræsentanter fra Rusland og Ukraine i Istanbul for første gang i over tre år. Forhandlingerne endte uden resultat, da Rusland krævede, at Ukraine skulle afstå kontrol over fire større byer som betingelse for en våbenhvile, hvilket Ukraine afviste.
Efter en telefonsamtale mellem USA's tidligere præsident Donald Trump og Ruslands præsident Vladimir Putin meddelte Rusland, at de ville fremlægge forslag til en mulig våbenhvile. USA afventer disse forslag og har endnu ikke taget yderligere skridt.

## Baggrund

### Præ-sovjetisk kontekst
Historisk set har de landområder, der udgør nutidens moderne ukrainske stat, dannet grænsestat eller grænseområde mellem forskellige andre større imperier og lande. Således har forskellige områder af det moderne Ukraine haft forskellige historiske tilknytning til forskellige kongeriger og stater. Forud for den ukrainsk uafhængighedserklæring i 1991, havde det ukrainske folk ikke oplevet en form for uafhængig selvstyre i mere end 200 år. Senest var under Kosakkiske hetmanatet, som i perioden mellem 1649–1764 regerede over store dele af det centrale moderne Ukraine. Dog var her både de mest syd-, øst- og vestlige regioner af nutidens moderne Ukraine ikke underlagt det Kosakkiske hetmanatet, men derimod kontrolleret af andre stater (fx Den polsk-litauiske realunion, Osmannerriget, Zar-Rusland).
De vestligste områder af det moderne Ukraine har historisk haft en større tilbøjelighed til at have været kontrolleret af forskellige vestlige kongeriger og stater, såsom eksempelvis Kongeriget Polen, den polsk-litauiske realunion, Østrig-Ungarn, den polske republik m.fl. Omvendt har de syd- og østligste områder af det moderne Ukraine haft en større tilbøjelighed til historisk at have været kontrolleret af forskellige østlige kongeriger og stater, såsom det mongolske kejserdømme, Kijevriget, Den Gyldne Horde, Osmannerriget, Zar-Rusland m.fl. De forskellige historiske tilhørsforhold har medvirke til, at der over tid har etableret sig forskellige regionelle forskelle, hvad angår fx kultur, sprog og etnicitet, som forsat kan ses i den moderne ukrainske stat. Særligt har det russiske sprog dommineret de syd- og vestlige regioner af Ukraine, mens også andelen af etniske russere samt den russiske kultur generelt har været meget udpræget i disse regioner.
Som følge af Ukraines erklæring om uafhængighed i 1991, var det naturligt (og i overensstemmelse med princippet uti possidetis juris) at ophøje grænserne fra den tidligere sovjetiske republik, Ukraine SSR, til også at gælde den nye uafhængige ukrainske stat. En folkeafstemning d. 1. december 1991 bekræftede ligeledes, at et overvældende flertal af befolkning på tværs af landet ønskede uafhængighed, til trods for der eksisterede visse regionelle forskelle i stemmeafgivelsen. Under Sovjetunionen var grænserne for Ukraine SSR blev ændret flere gang, siden dens etablering efter den russiske revolution. Fx blev bl.a. nogle af de vestligste regioner overført fra Polen til Ukraine SSR i 1939, områder fra Rumænien blev overført i 1940 til Ukraine SSR, mens Krim-halvøen ligeledes blev overført fra Rusland SFSR til Ukraine SSR i 1954.

### Post-sovjetisk kontekst
Efter opløsningen af Sovjetunionen i 1991 fastholdte Ukraine og Rusland en tæt relation på flere områder, mens landene også var involveret i interne stridigheder (fx i forhold til besiddelse af atomvåben, militærbaser samt distribution af olie og naturgas). De to lande forblev nære handelspartnere: i perioden 1996 til 2013 udgjorde Rusland både Ukraines største import- og eksportmarked, ligesom Ukraine også var en af Ruslands største handelspartnere. Selv i årerne umiddelbart efter konflikten mellem de to lande udbrød i 2014, forblev Rusland fortsat Ukraines største handelspartnere – først i 2019 blev Rusland overgået af Kina, som Ukraines største handelspartner.

#### Budapest-memorandummet (1994)
Som følge af opløsningen af Sovjetunionen arvede Ukraine verdens tredje største lager af atomvåben, ligesom de arvede store dele af Sovjetunionens produktions- og designfaciliteter ift. atomvåben og misiler. Ukraines lager talte bl.a. over 175 interkontinentale ballistiske missiler (ICBM) med hver seks til ti sprænghoveder samt 33 tunge bombefly. Selvom Ukraine havde fysisk kontrol over våbnene, havde det ikke operativ kontrol over disse, da de var afhængige af russisk-kontrollerede kommando- og kontrolsystem. I 1992 gik Ukraine med til frivilligt at fjerne over 3.000 taktiske atomvåben.
Efter underskrivelsen af Budapest-memorandummet fra 1994, som bl.a. gav Ukraine forskellige sikkerhedsgarantier fra USA, Storbritannien og Rusland, indvilligede Ukraine i at opgive resten af sine atomvåben og tilslutte sig ikke-spredning traktaten som en ikke-atommagt. Memorandummet pålagde samtidig Rusland, Storbritannien og USA i at afstå fra at true Ukraine med militær magt eller økonomisk tvang, dog "undtagen i selvforsvar eller på anden måde i overensstemmelse med FN-pagten". I 1996 overførte Ukraine alle sovjettidens strategiske sprænghoveder til Rusland.
Det Europæiske Charter om Sikkerhed (1999)
I 1999 var Rusland en af medunderskriverne af Det Europæiske Charter om Sikkerhed, som genbekræftede "den iboende ret for enhver deltagende stat til frit at vælge eller ændre sine sikkerhedsordninger, herunder alliancetraktater, efterhånden som de udvikler sig". I årene efter opløsningen af Sovjetunionen sluttede flere tidligere østbloklande sig til NATO, delvist som reaktion på regionale sikkerhedstrusler fra Rusland, såsom bl.a. den russiske forfatningskrise i 1993, krigen i Abkhasien (1992-1993) og den første tjetjenske krig (1994-1996).

### NATO-udvidelser mod øst

#### NATO's "brudte løfte"?
Forhandlinger om at genforene Øst- og Vesttyskland fandt sted i 1990, hvilket resulterede i underskrivelsen af den såkaldte to plus fire-aftale. For at sikre sovjetisk velsignelse af genforeningen af Tyskland, herunder at et genforenet Tyskland skulle forblive en del af NATO, blev der givet en række eksplicitte løfter om bl.a. ikke at udstationere tropper og atomvåben i det tidligere Østtyskland. Hvorvidt repræsentanter fra NATO-medlemsstater i forbindelse med disse forhandlinger ligeledes gav uformelle løfter til de sovjetiske repræsentanter om ikke at udvide NATO til andre dele af Østeuropa, har længe været genstand for debat blandt historikere og forskere.

I forbindelse med præsident Putins tale i München i 2007 gav han udtryk for, at NATO havde brudt deres løfte om ikke at udvide mod øst. Her citerede Putin bl.a. den tidligere NATO-generalsekretær Manfred Wörner, der d. 17. maj 1990 havde sagt, at ”det faktum, at vi er klar til ikke at placere en NATO-hær uden for tysk territorium, giver Sovjetunionen en håndgribelig sikkerhedsgaranti”. Rusland og Putin har efterfølgende gentagende gange beskyldt NATO for at have brudt dette løfte. Ligeledes er James Bakers, tidligere udenrigsminister for USA, samtaler med Mikhail Gorbatjov i bl.a. februar 1990 blevet fremhævet, som et indirekte og uformelt løfte, om ikke at udvide NATO mod øst. Omvendt har kritikere af denne tolkningen argumenteret for, at udtalelserne er taget ud af kontekst. Således eksisterede både Warszawapagten og Sovjetunionen stadig, da disse udtalelser blev givet – begge brød efterfølgende sammen og skabte dermed en ny geopolitisk virkelighed. Endvidere er det blevet fremhævet, at Gorbatjov i et interview fra 2014 ligeledes gav udtryk for, at Bakers kommentarer var taget ud af kontekst, og at NATO-udvidelse her aldrig blev diskuteret. I samme interview fra 2014 påpegede Gorbatjov dog, at den efterfølgende udvidelsen af NATO ikke desto mindre var et ”brud på ånden for de erklæringer og forsikringer, der blev givet os i 1990”.

#### NATO-udvidelser (1999 & 2004)
De tidligere Warszawapagt-medlemmer Polen, Tjekkiet og Ungarn (dele af Visegrádgruppen) blev indlemmet i NATO i 1999. Selvom den daværende russiske præsident Jeltsin gik med til NATO-udvidelsen påpegede han samtidig også, at det var "uacceptabelt for Rusland, da det udgør en trussel mod landets nationale sikkerhed". I 2004 blev NATO på ny udvidet med flere lande fra den såkaldte Vilnius-gruppe, herunder Bulgarien, Estland, Letland, Litauen, Rumænien, Slovakiet og Slovenien. Rusland var i denne forbindelse særligt utilfredse med tilføjelsen af de tre baltiske stater, som grænsede op til Rusland og samtidig var de første lande, der tidligere havde været en del af Sovjetunionen, som nu tilsluttede sig NATO.

#### NATO-topmødet i Bukarest (2008)
Under ledelse af den vestlig-orienterede præsident Jusjtjenko og premierminister Julija Tymosjenko, anmodede Ukraine NATO om en "Membership Action Plans" (MAP) i januar 2008. En MAP er en formel invitation fra NATO til et land om at blive en del af NATO. I et hemmeligstemplet memorandum dateret 1. februar 2008, som siden er blevet lækket af WikiLeaks, berettigede USA's daværende ambassadør i Rusland, William J. Burns, om russisk modstand mod ukrainsk medlemskab af NATO. Heri berettigede Burns bl.a.:
 5. (C) Ukraine og Georgiens NATO-aspirationer rører ikke kun en rå nerve i Rusland, de afføder alvorlige bekymringer om konsekvenserne for stabiliteten i regionen. Ikke alene opfatter Rusland omringning og bestræbelser på at underminere Ruslands indflydelse i regionen, men det frygter også uforudsigelige og ukontrollerede konsekvenser, som alvorligt vil påvirke russiske sikkerhedsinteresser. Eksperter fortæller os, at Rusland er særligt bekymret over, at de stærke splittelser i Ukraine om NATO-medlemskab, med en stor del af det etnisk-russiske samfund imod medlemskab, kan føre til en større splittelse, der involverer vold eller i værste fald borgerkrig. I så fald ville Rusland skulle beslutte, om det ville gribe ind; en beslutning, Rusland ikke ønsker at stå over for. [oversat fra engelsk]

 — William J. Burns, "Neit means neit"-memo (1. februar 2008)
Der blev efterfølgende, d. 2-4. april 2008, afholdt et NATO-topmøde i Bukarest. I denne forbindelse havde NATO inviteret Ruslands præsident Putin til at deltage i bilaterale NATO-Rusland-drøftelser på andendagen (3. april) for topmødet. Tyskland og Frankrig udviste i forbindelse med dette topmøde stor modstand mod at optage Ukraine (og Georgien) i NATO, idet man dels ikke ønskede at provokere Rusland og derforuden mente, at de to lande ikke opfyldte "NATOs kriterier". Modsat pressede den amerikanske præsident George W. Bush på for, at Ukraine (og Georgien) skulle optages i NATO. I sidste ende valgte NATO ikke at tilbyde Ukraine (og Georgien) en MAP, men udskød en sådan beslutning til et senere møde i december 2008.  NATO udsendte d. 3. april en deklaration, hvori man erklærede, at "NATO hilser Ukraines og Georgiens euro-atlantiske aspirationer om medlemskab af NATO velkommen. Vi blev i dag enige om, at disse lande vil blive medlemmer af NATO." Putin udtrykte efterfølgende stærk modstand mod ukrainske og georgisk medlemskab af NATO og påpegede bl.a., at Rusland ville betragte ethvert forsøg på at udvide NATO til dets grænser som en "direkte trussel".

Den amerikanske ambassadør i Moskva, William J. Burns, sendte efterfølgende (i april 2008) et memorandum til den daværende amerikanske udenrigsminister Condoleezza Rice. Heri beskrev Burns bl.a., hvordan Ukraines indtræden i NATO var den "klareste af alle røde linjer" (engelsk: "the brightest of all redlines") for alle beslutningstagere og politikere, herunder oppositionspolitikere, i Rusland:
 Ukraines indtræden i NATO er den klareste af alle røde linjer for den russiske elite (ikke kun Putin). I mere end to et halvt års samtaler med russiske nøglespillere, fra "knuckle-draggers" i Kremls mørke afkroge til Putins skarpeste liberale kritikere, har jeg endnu ikke fundet nogen, der ser Ukraine i NATO som andet end en direkte udfordring til russiske interesser. [oversat fra engelsk]

 — William J. Burns, Memo til Condoleezza Rice (april 2008)
Det efterfølgende NATO-topmødet i december 2008 resulterede heller ikke i en tildeling af en MAP til hverken Ukraine eller Georgien. Flere europæiske lande – forsat anført af Tyskland og Frankrig – udtrykte stadig modstand mod optagelsen af de to lande. I perioden mellem de to NATO-topmøder var der i midlertidig udbrudt krig i Georgien (august 2008), som flere europæiske lande i højere grad bebrejdede Georgien for end Rusland. Samtidig anså de europæiske lande den politisk ustabilitet i Ukraine som et problem i forhold til optagelse i NATO.
I juni 2010, under den mere russisk-orienterede præsident Janukovitjs og premierminister Mykola Azarovs ledelse, vedtog Ukraines parlament ved lov, at man ville holde landet ude af enhver militærblok – dermed også NATO. Per januar 2022 var udsigterne til Ukraines optagelse i NATO forsat fjerne.

### Russiske militærbaser på Krim-halvøen
Ved konfliktens begyndelse havde Rusland omkring 12.000 militært personel udstationeret ved Sortehavsflåden. Den russiske Sortehavsflåde var beliggende på flere militærbaser rundt omkring på hele Krim-halvøen, eksempelvis Kacha, Hvardiiske, Simferopol Raion, Sarych og særligt Sevastopol. Flådebasen var blevet grundlagt d. 13. maj 1783 af Grigorij Potjomkin, hvorfor den base både har stor historisk og politisk betydning for Rusland.

Den russiske militære tilstedeværelse på Krim-halvøen var blevet aftalt og tilladt, som følge af tre traktater underskrevet mellem parterne i 1997. Her blev den tidligere sovjetiske Sortehavsflåde delt mellem de to land, hvor Rusland fik tildelt størstedelen (ca. 82%) af flåden. Rusland kompenserede Ukraine for at have fået tildelt en lavere andel af Sortehavsflåde ved at betale $526 million til Ukraine. Ydereligere blev det aftalt, at Rusland ville lease flådefaciliteterne og flådebaserne på Krim-halvøen frem til 2017 mod en årlig betaling på $97 millioner til Ukraine. Traktaterne indeholdte ydermere en række krav og begrænsninger, som Ruslands aktiviteter på Krim-halvøen var underlagt. Herunder forpligtede Rusland sig bl.a. til maksimalt at have 25.000 russiske soldater udstationeret på Krim-halvøen. Ligeledes forpligtede Rusland sig også til at respektere Ukraines suverænitet, respektere dets lovgivning, ikke blande sig i landets interne anliggender, soldater skulle vise deres "militære identifikationskort" når de passerede den internationale grænse og Ruslands militæraktiviteter var begrænset til bestemte områder på Krim-halvøen.
I tilfælde af at traktaterne fra 1997 ikke blev fornyet, skulle Rusland afvikle og genhuse alle sine militære aktiviteter på Krim-halvøen, inklusive sin del af Sortehavsflåden. Et stort russisk byggeprojekt, der havde til hensigt at genhuse flåden i Novorossiysk, blev lanceret i 2005 med forventet afslutning i 2020. Dette byggeprojekt stod i 2010 over for store budgetnedskæringer og byggeforsinkelser. Under Victor Jusjtjenkos præsidentskab (januar 2005 – februar 2010) erklærede den ukrainske regering i september 2008, at leasing-aftalen ikke ville blive forlænget, og at flåden derfor ville være nødsaget til at forlade Sevastopol inden 2017. Rusland havde ellers udtrykt ønske om at forlænge aftalen. Den 21. april 2010 ændrede den nyindsatte ukrainske præsident Janukovitj dog kurs og underskrev en ny aftale – kendt som Kharkiv-pagten – der dels havde til formål at løse striden om Sortehavsflåden, ligesom den samtidig havde til formål at løse en igangværende gasstrid mellem Rusland og Ukraine fra 2009. Aftalen opdaterede de tidligere indgået traktater fra 1990'erne, herunder forlængede den russiske leasingaftale af militærbaserne på Krim-halvøen frem til 2042. Til gengæld indvilligede Rusland i at give Ukraine en vis rabat (ca. 30%) på de russiske gas-leverancer.
De russiske militærstyrkers tilstedeværelse på Krim-halvøen var ikke tydeligt kommunikeret til den brede offentlighed, hvilket afstedkom hændelser såsom bl.a. 2005-konflikten nær Sarych Cape fyrtårn. Tidligt i konflikten mellem Rusland og Ukraine i 2014 tillod aftalens relativt høje loft i forhold til antal af udstationeret tropper, at Rusland kunne styrke sin militære tilstedeværelse under dække af sikkerhedsmæssige bekymringer. Ligeledes muliggjorde aftalen, at Rusland kunne indsætte specialstyrker og andre nødvendige kapaciteter til at udføre militæroperationer på Krim-halvøen.
Ukraines forfatning havde et generelt forbud mod at tillade at huse udenlandske militærbaser på landets territorium, men havde oprindeligt også en overgangsbestemmelse, som tillod eksisterende militærbaser på Ukraines territorium til midlertidig stationering af udenlandske militærformationer; dette tillod russisk militær at beholde sin base på Krim-halvøen som en "eksisterende militærbase". Denne forfatningsbestemmelse om "[præ]eksisterende baser" blev tilbagekaldt i 2019, da Rusland allerede havde annekteret Krim-halvøen og ensidigt trukket sig fra de grundlæggende traktater.

## Konfliktens oprindelse

### Underliggende politisk og økonomiske spændinger (2004-2013)

#### Den Orange Revolution (2004)
I forbindelse med præsidentvalget i Ukraine i 2004 fik den den mere vestlig-orienterede præsidentkandidat Viktor Jusjtjenko og den mere russisk-orienterede præsidentkandidat Viktor Janukovitj flest stemmer ved den indledende valgrunde d. 31. oktober 2004. De to kandidater gik derfor videre til den afgørende anden valgrunde d. 21. november 2004, hvor Janukovitj modtog flest stemmer og derpå blev udråbt til vinderen af det ukrainske præsidentvalg. Det blev dog med det samme hævdet, at dette valgresultat var præget af massiv korruption, vælgertrusler og valgsvindel, hvorfor der hurtigt spredte sig en udbredte offentlige opfattelse af, at valget ikke havde været legitimt.
I løbet af en to-måneders periode – der blev kendt som Den Orange Revolution –  lykkedes det et stort antal fredelige protester og demonstranter at udfordre valgresultatet fra d. 21. november 2004. Den ukrainske højesteret annullerede således d. 3. december 2014 det oprindelige valgresultat, med grundlag i de udbredte beskyldninger om valgsvindel. Højesteret bebudede samtidigt et nyvalg, der skulle afholdes d. 26. december 2004. Ved det efterfølgende omvalg vandt den mere vestlig-orienterede Jusjtjenko.

Under selve valgkampen, i september 2004, var Jusjtjenko blevet indlagt med en forgiftning med en dødelig dosis af stoffet TCDD dioxin. Forgiftningen afstedkom at Jusjtjenkos ansigt blev oppustet og fik forskellige misdannelser. Det er den dag i dag forsat uklart hvordan og hvem der forgiftede ham. Jusjtjenko har slev beskyldt beskyldt forskellige oppositionspolitikere for at stå bag forgiftningen, ligesom han gentagende gange har beskyldt Rusland for at have været involveret i forgiftningen. Rusland har benægtet at have været involveret i forgiftningen.
Den Orange Revolution er en af flere såkaldte farverevolutioner. I Vesten (USA og Europa) er sådanne farverevolutioner almindeligvis skildret som begivenheder, der opstår organisk, som følge af folkelige krav og utilfredshed. Rusland har dog beskrevet sådanne revolutioner, som en ny type "krigsførelse" fra Vesten. Her beskylder Rusland Vesten for, at orkestrere destabiliserende revolutioner i andre lande, som et middel til at tjene deres egne mål. Den russiske udenrigsminister Sergej Lavrov beskrev i maj 2014 således farverevolutioner, som et forsøg på at påtvinge andre lande interne ændringer uden hensyntagen til disse landes egne traditioner og karakteristika. Ligeledes påpegede han, at denne måde at "eksportere demokrati" på havde en ødelæggende indvirkning på internationale relationer og skabte et stigende antal brændpunkter rundt omkring i verden. Ligeledes har Kina beskyldt USA for at have stået bag forskellige regimeskift (eller forsøg herpå), herunder diverse farverevolutioner inklusiv Den Orange Revolution. Den britiske avis The Guardian beskrev ligeledes i en artikel udgivet d. 26. november 2004, under titlen "Amerikansk kampagne bag uroen i Kiev", hvordan amerikanske aktiviteter og penge var en drivende kraft bag Den Orange Revolution.
Den russiske præsident Putin har ligeledes beskyldt arrangørerne af de russiske protester i 2011-2013 (undertiden også benævnt "sne revolution"), som ligeledes betragtes som en farverevolution, for at være tidligere rådgivere for Jusjtjenko. Endvidere beskrev Putin protesterne som et forsøg på at overføre Den Orange Revolution til Rusland. Arrangementer og protester til fordel for Putin i denne periode blev benævnt "anti-orange protester". Den franske historiker og sovjetolog Françoise Thom har ligeledes argumenteret for, at Putin fortolkede Den Orange Revolution som et resultat af amerikansk indblanding, herunder at USA var den eneste årsag til Jusjtjenko vandt.

#### Præsidentvalget 2010
Både Jusjtjenko og Janukovitj genopstillede i forbindelse med præsidentvalget i 2010. Populariteten for den siddende præsident Jusjtjenko var imidlertid ekstremt lav blandt den ukrainske befolkning. I oktober 2009 tilkendegav blot 7% af befolkningen således, at hans jobpræstation som præsident var godkendt (fald fra omkring 50% i februar 2005). Til trods for løfte om at nedbringe korruptionen, var denne steget under Jusjtjenko præsidentperiode. Samtidig havde Jusjtjenkos kulturkamp, heriblandt hans kamp for at udbrede det ukrainsk sprog og rive monumenter fra sovjettiden ned, mødt stor modstand – særligt blandt befolkningen i Øst- og Sydukraine (den russisk-talende og etnisk russiske befolkning). Som følge af sin lave popularitet, fik præsident Jusjtjenko kun 5,5% (blot femte flest stemmer blandt opstillede kandidater) af stemmerne ved den første valgrunde ved præsidentvalget i 2010 og blev derfor elimineret. Viktor Janukovitj og den vestligt-orienterede Julija Tymosjenko (premierminister i Ukraine i perioden 2007 til 2010) fik flest stemmer ved den den i indledende valgrunde. Ved den efterfølgende anden valgrunde vandt Janukovitj over Tymosjenko. Den ukrainske valgkommission samt internationale observatører fandt, modsat valget i 2004, ikke evidens for væsentlig svindel, herunder fandt de at både afstemning og optælling havde været retfærdig.

#### Økonomiske vanskeligheder
Ukraine stod i 2013 i en vanskelig økonomisk situation, hvor landet underskud på betalingsbalancen var stigende, valutareserverende faldende og økonomien generelt var fastlåst i en recession. Kreditoplysningsbureauet Moody's havde i september 2013 nedjusteret Ukraines kreditvurdering til Caa1, mens de finansielle markeder implicit vurderede, at sandsynligheden for, at Ukraine ville gå konkurs inden for en femårig periode var 50%. Ukraine stod derfor i en kritisk situation, hvor de havde brug for at få tilført ekstra kapital i form af et lån. Den Internationale Valutafonds betingelser for udstede lån til Ukraine omfattede bl.a., at Ukraine skulle sænke dets subsidier i forhold til naturgas, hvilket dog generelt blev anset som et politisk uacceptabelt krav.

### Euromajdan (2013-2014)
I november 2013 brød en bølge af store pro-EU protester ud som reaktion på Janukovitjs pludselige beslutning om ikke at underskrive associeringsaftalen mellem EU og Ukraine, for i stedet at vælge tættere samarbejde og bånd med Rusland og Den Eurasiske Økonomiske Union. Det ukrainske parlament havde med bred opbakning godkendt aftalen med EU. Rusland havde samtidig lagt pres på Ukraine for at afvise denne aftale.
Efter måneders protester som en del af Euromaidan-bevægelsen underskrev Janukovitj og lederne af den parlamentariske opposition den 21. februar 2014 en forligsaftale, der tilskynde udskrivning af et tidligt valg. Den følgende dag flygtede Janukovitj fra hovedstaden forud for en rigsretsafstemning, der fratog ham hans beføjelser som præsident.
Den 27. februar blev der oprettet en midlertidig regering, hvorefter et kommende præsidentvalg blev kalendersat. Den følgende dag dukkede Janukovitj op igen i Rusland og erklærede på en pressekonference, at han forblev Ukraines fungerende præsident. Dette skete samtidig med, at Rusland påbegyndte en åbenlys militærkampagne på Krim. Ledere af de russisk-talende østlige regioner i Ukraine erklærede fortsat loyalitet til Janukovitj, hvilket forårsagede de pro-russiske uroligheder i Ukraine i 2014. Den 23. februar fremlagde det ukrainske parlament et lovforslag, som havde til formål at ophæve den lov fra 2012, som gav det russisk sprog en officiel status. Lovforslaget blev ikke vedtaget, men forslaget fremkaldte negative reaktioner i de russisk-talende regioner i Ukraine, forstærket af russiske medier, der påstod, at den etniske russiske befolkning var i overhængende fare.
Den 27. februar indtog en særlig politienhed fra Krim og andre regioner i Ukraine ved navn Berkut, nogle forskellige kontrolposter på Isthmus i Perekop (landområde der forbinder Krim-halvøen med resten af Ukraine) og Chonhar-halvøen. Ifølge det ukrainske parlamentsmedlem Hennadiy Moskal, tidligere chef for politiet på Krim, havde disse Berkut-tropper pansrede mandskabsvogne, granatkastere, kamprifler, maskingeværer og andre våben. Siden da har de kontrolleret al landtrafik mellem Krim og det kontinentale Ukraine. Et senere lækket lydklip, har afsløret, at USA's assisterende udenrigsminister for europæiske og eurasiske anliggender, Victoria Nuland, den 7. februar 2014 i Kyiv, havde givet sit besyv med sammensætningen af den næste ukrainske regering. Nuland fortalte USA's ambassadør Geoffrey Pyatt, at hun ikke mente, at Vitaly Klitschko skulle sidde i en ny regering. Lydklippet blev først lagt på Twitter af Dmitry Loskutov, en medhjælper til den russiske vicepremierminister Dmitry Rogozin.

## Konfliktens handlingsforløb

### Den russisk annektering af Krim (2014)
Den 20. februar 2014 begyndte Rusland sin annektering af Krim. Den 22. og 23. februar begyndte russiske tropper og specialstyrker at rykke ind på Krim gennem Novorossijsk. Den 27. februar begyndte russiske styrker uden insignier – også omtalt som "små grønne mænd" – deres fremrykning ind på Krim-halvøen. De overtog hurtigt strategisk vigtige positioner og erobrede parlamentet på Krim. Kontrolpunkter blev brugt til at afskære Krim-halvøen fra resten af Ukraine og til at begrænse muligheder for at bevæge sig inden for territoriet.
I løbet af de følgende dage sikrede russiske soldater sig kontrollen over vigtige lufthavne og et kommunikationscenter. Russiske cyberangreb lukkede endvidere ned for adgangen til forskellige websteder kontrolleret af den ukrainske regering samt forskellige nyhedsmedier og sociale medier. Cyberangrebene afstedkom også, at Rusland fik adgang til ukrainske embedsmænds og parlamentsmedlemmers mobiltelefoner, hvilket gjorde, at nogle af disse personer deaktiverede deres telefoner som følge heraf – dette vanskeliggjorde yderligere de ukrainske kommunikationslinjer og -muligheder.
Den 1. marts godkendte det russiske parlament brugen af væbnede styrker, hvilket førte til en tilstrømning af russiske tropper og militært isenkram til halvøen. I løbet af de følgende dage blev de resterende ukrainske militærbaser og installationer omringet og belejret, herunder landets sydlige flådebase. Den 24. marts beordrede Ukraine alle sine tropper til at trække sig tilbage fra halvøen hvilket medførte, at alle ukrainske tropper havde forladt Krim den 30. marts.
Den 15. april erklærede det ukrainske parlament, at Krim var et område, der midlertidigt var besat af Rusland. Efter annekteringen øgede den russiske regering sin militære tilstedeværelse i regionen. Den russiske præsident Vladimir Putin sagde, at en russisk militær taskforce ville blive etableret på Krim. I november udtalte NATO, at det mente, at Rusland var i gang med at sende atomvåben til Krim.

### Krigen i Donbass (2014-2015)

#### Pro-russiske uroligheder
De første protester på tværs af det sydlige og østlige Ukraine var i vid udstrækning udtryk for de derboende indbyggers utilfredshed med den nye ukrainske regering. Russisk involvering var i begyndelsen derfor begrænset til at give udtryk for støtte til protesterne. Tilblivelsen af separatisterne i Donetsk og Luhansk udsprang således fra en lille del af disse protestgrupper og var uafhængig af russisk kontrol. Rusland ville dog senere udnytte dette til at iværksætte en koordineret politisk og militær kampagne mod Ukraine, som en del af den bredere russisk-ukrainske krig. Putin legitimerede den begyndende separatistbevægelse, da han beskrev Donbas som en del af den historiske region "Ny Rusland" (Novorossiya) og udsendte en erklæring, som havde til formål at skabe tvivl om, hvorfor regionen nogensinde var blevet en del af Ukraine i 1922 i forbindelse med grundlæggelsen af den Ukrainske SSR.
Da de ukrainske myndigheder i marts begyndte at slå ned på de pro-russiske protester og arresterede lokale separatistledere i begyndelsen, blev disse personer erstattet med personer med tilknytning til den russiske sikkerhedstjeneste og russiske virksomheder – sandsynligvis efter ordre fra den russisk efterretningstjeneste. I april 2014 havde russiske borgere taget kontrol over separatistbevægelsen og blev støttet af frivillige og materiel fra Rusland, herunder tjetjenske militser. Ifølge Igor Girkin, oprørskommandant for Folkerepublikken Donetsk, ville bevægelsen uden denne støtte have svundet bort, som den gjorde i Kharkiv og Odessa. Den kontroversielle og omstridte folkeafstemning om Donetsk Oblasts status blev afholdt den 11. maj.
De demonstrationer, som fulgte efter Ruslands annekteringen af Krim, og som var en del af en bredere gruppe af pro-russiske protester på tværs af det sydlige og østlige Ukraine, eskalerede til en væbnet konflikt mellem de russisk-støttede separatiststyrker i den selv-erklærede Folkerepublikker i Donetsk og Lugansk og den ukrainske regering. Den ukrainske efterretningstjeneste hævdede, at centrale personer i oprørsbevægelsen i begyndelsen af konflikten, herunder Igor Strelkov og Igor Bezler, var russiske agenter. Premierministeren i Folkerepublikken Donetsk fra maj til august 2014 var den russisk statsborger Alexander Borodai.
Fra august 2014 har alle ledende stillinger i Donetsk og Luhansk været bestredet af ukrainske statsborgere. Det er blevet rapporteret, at russiske frivillige udgør mellem 15 % og 80 % af separatiststyrkerne, hvoraf det hævdes, at mange af disse er tidligere militært personel. Rekruttering af separatiststyrker til Donbas-regionen har pågået åbenlyst i flere russiske byer, hvilket er blevet bekræftet af en række russiske medier.

#### Marts-juli 2014
I slutningen af marts fortsatte Rusland opbygningen af militærstyrker nær den ukrainske østlige grænse, hvilket i april resulterede i 30-40.000 soldater. Troppeopbygningen blev sandsynligvis brugt til at true Ukraine med eskalering, såfremt Ukraine ville reagere på de begivenheder, der tidligere havde udspillet sig. Der blev udtrykt bekymring for, at Rusland på ny var ved at forberede en militæraktion i Ukraine efter landets annektering af Krim. Denne trussel tvang Ukraine til at flytte tropper til dets grænser i stedet for konfliktzonen.
I april begyndte en væbnet konflikt i det østlige Ukraine mellem russisk-støttede separatiststyrker og den ukrainske regering. Separatisterne udråbte Folkerepublikkerne Donetsk og Lugansk. Fra den 6. april besatte separatisterne adskillige regeringsbygninger i mange byer og tog kontrol over grænseovergange til Rusland, transportknudepunkter, radio- og tv-center og anden strategisk vigtig infrastruktur. Som følge af udsigter til at separatisterne vil tage kontrol over mere territorie, lancerede den midlertidige ukrainske regering den 15. april en "Anti-Terrorist Operation" (ATO). Men det ukrainske militær- og sikkerhedstjeneste var dårligt forberedte og dårligt positioneret, og operationen gik derfor hurtigt i stå.
Ved udgangen af april meddelte den ukrainske regering, at den ikke havde fuld kontrol over provinserne Donetsk og Luhansk, og var i "fuld kampberedskab" mod en mulig russisk invasion. Ukraine forsøgte at begrænse separatisternes kontrol over områderne i løbet af maj, ved at sikre kontrollen over forskellige strategiske nøglepositioner, som skulle muliggøre en senere modoffensiv mod den separatist-kontrolleret oprørsenklave.
Rusland igangsatte en såkaldt "hybrid tilgang" i løbet af maj, efter konflikten mellem separatisterne og den ukrainske regering eskalerede. Denne tilgang omfattede en kombination af anvendelse af en desinformationstaktik, frivillige krigere, regulære russiske tropper og konventionel militær støtte, som alt sammen havde til formål at støtte separatisterne og destabilisere Donbas-regionen. Slaget om Donetsk Lufthavn, der efterfulgte det ukrainske præsidentvalg i 2014, markerede et vendepunkt i konflikten; det var det første slag mellem separatisterne og den ukrainske regering, der involverede et stort antal russiske frivillige.:15 I henhold til den ukrainske regering udgjorde russiske paramilitære i sommeren 2014, da konflikten toppede, mellem 15 % og 80 % af de samlede styrker. Fra juni forsynede Rusland separatiststyrkerne med våben og ammunition.
I slutningen af juli trængte Ukraine ind i byerne Donetsk og Luhansk for at afskære forsyningsruterne mellem de to byer, hvilket isolerede Donetsk og ligeledes havde til formål at genetablere kontrollen over den russisk-ukrainske grænse. Den 28. juli havde Ukraine genetableret kontrollen med forskellige strategisk vigtige  kontrolpunkter, herunder et vigtigt jernbaneknudepunkt. Disse operationelle succeser for de ukrainske styrker truede selve eksistensen af de russisk-støttede folkerepublikker i Donetsk og Luhansk, hvilket derfor medførte, at Rusland igangsatte en række artilleribeskydninger fra den russiske side af grænsen rettet mod de fremrykkende ukrainske tropper på ukrainsk territorie.
Amerikanske og ukrainske embedsmænd sagde, at de havde beviser for russisk indblanding i Ukraine, herunder opsnappet kommunikation mellem russiske embedsmænd og Donbas-oprørere.
Ukrainske medier har beskrevet de velorganiserede og velbevæbnede pro-russiske separatiststyrker som lig dem, der besatte Krim. En tidligere vicechef for generalstaben for de ukrainske styrker, admiral Ihor Kabanenko, hævdede, at separatiststyrkerne var russiske rekognoscerings- og sabotageenheder. Et ukrainske regeringsmedlem, Arsen Avakov, udtalte, at separatiststyrkerne anvendte forskellige russisk-fremstillede AK-100 rifler udstyret med granatkastere, og at sådanne våben kun blev fremstillet i Rusland. "Ukraines regering betragter nutidens kendsgerninger som en manifestation af ekstern aggression fra Rusland," sagde Avakov. Separatiststyrker i Sloviansk ankom i militærlastbiler uden nummerplader. En reporter fra det russiske medie Novaya Gazeta, der har besøgt nogle af separatisternes artilleristillinger i Avdeyevka, skrev, at det efter hans mening var "umuligt, at kanonerne kunne håndteres af frivillige", da de krævede et trænet og erfarent hold, inklusive observatører og tilpasningseksperter.

#### Den russiske invasion i august 2014
Efter en række militære nederlag og tilbageslag for separatisterne i Donetsk og Lugansk – som på dette tidspunkt havde forenet sig under banneret "Novorossiya", et udtryk, som den russiske præsident Vladimir Putin havde anvendt til at beskrive det sydøstlige Ukraine –  udsendte Rusland i midten af august 2014, hvad de kaldte, en "humanitær konvoj" af lastbiler over den russisk-ukrainske grænse. Ukraine reagerede på dette ved at kalde det en "direkte invasion". Ukraines nationale Sikkerheds- og Forsvarsråd offentliggjorde en rapport om antallet og indholdet af disse konvojer, og hævdede heri, at konvojerne ankom næsten dagligt i november (op til 9 konvojer den 30. november), og at deres indhold hovedsageligt var våben og ammunition. Ifølge Igor Strelkov, en russisk militærveteran, begyndte russiske soldater – som angiveligt var på "ferie" fra hæren – at ankomme til Donbas i begyndelsen af august.
I august 2014 var de ukrainske styrker i stand til at genvinde kontrollen over territorier, som tidligere havde været kontrolleret af de pro-russiske separatister, og var tæt på at genvinde kontrollen over det russisk-ukrainske grænseområde. Igor Strelkov opfordrede efterfølgende Rusland til at intervenere direkte militært og gav i denne forbindelse sine relativt uerfarne styrkers samt rekrutteringsvanskeligheder blandt den lokale befolkning i Donetsk-regionen skylden for tilbageslagene. Han henvendte sig i denne forbindelse til den russiske præsident, Vladimir Putin, og sagde, at dét at: "(..) tabe denne krig om det pågældende område, som præsident Vladimir Putin personligt havde kaldt "Ny Rusland", ville være en trussel for Kremls og præsidentens magt".
Som reaktion på den forværrede situation i Donbas opgav Rusland sin hybride tilgang og igangsatte i stedet en konventionel invasion. De første tegn på denne invasion var den 25. august 2014, hvor Ukraine tilfangetog en gruppe russiske faldskærmstropper på ukrainsk territorium. Den ukrainske sikkerhedstjeneste (SBU) frigav efterfølgende fotografier og navne af de tilfangetagede. Den følgende dag sagde det russiske forsvarsministerium, at disse soldater havde krydset grænsen "ved et uheld". Ifølge forskellige kilder befandt  der i midten af august 2014, i forbindelse med slaget ved Ilovaisk, mellem 20.000 og 25.000 russiske tropper, der kæmpede i Donbas på separatistsiden, og kun mellem 40 % og 45 % var "lokalbefolkningen".
Den 24. august 2014 omtalte Ukraines præsident Petro Poroshenko krigen som Ukraines "patriotiske krig i 2014" og en krig mod "ydre aggression". Ukraines udenrigsministerium betegnede konflikten som en invasion den 27. august 2014. Samme dag blev byen Amvrosiivka besat af russiske faldskærmstropper støttet af 250 pansrede køretøjer og artilleristykker. Samme dag blev ti russiske faldskærmstropper taget til fange i byen Dzerkalne – en landsby nær Amvrosiivka.
Den 25. august blev en kolonne af russiske kampvogne og militærkøretøjer rapporteret at have krydset ind i Ukraine i sydøst, nær byen Novoazovsk, og på vej mod den ukrainsk-kontrolleret havneby Mariupol. Dette var et område, der ikke havde set pro-russisk tilstedeværelse i flere uger.  Russiske styrker tog efterfølgende kontrol over byen Novoazovsk, hvorefter russiske soldater begyndte at arrestere og deportere alle ukrainere, der ikke havde en adresse i byen. Pro-ukrainske anti-krigsprotester fandt efterfølgende sted i Mariupol, som var truet af russiske tropper. FN's Sikkerhedsråd indkaldte til et hastemøde for at drøfte situationen.
I august deltog en russisk faldskærmsdivision, baseret i Pskov, angiveligt i kamphandlinger nær Luhansk. Det ukrainske forsvarsministerium sagde, at de havde beslaglagt to af enhedens pansrede køretøjer nær byen, Luhansk, og rapporterede om yderligere tre pro-russiske kampvogne og to pansrede køretøjer ødelagt i andre regioner. Den russiske regering nægtede, at kamphandlingerne havde fundet sted, men den 18. august blev den pågældende faldskærmsdivision tildelt Suvorov-ordenen for "vellykkede gennemførelser af militære missioner"  og "heltemod" af den russiske forsvarsminister, hvilket er en af Ruslands højeste ordner.
Russiske medier fremhævede, at den pågældende orden udelukkende tildeles kampoperationer og rapporterede i denne forbindelse, at et stort antal soldater fra denne division var døde i Ukraine få dage forinden, men deres begravelser var blevet udført i hemmelighed. Nogle russiske medier, såsom Pskovskaya Guberniya, rapporterede, at russiske faldskærmstropper kunne være blevet dræbt i Ukraine. Journalister rejste til Pskov, som angiveligt skulle have været begravelsesstedet for tropperne, for at undersøge sagen. Flere journalister sagde i denne forbindelse, at de her var blevet angrebet og/eller truet, og at angriberne havde slettet indholdet fra deres kamerahukommelseskort. Pskovskaya Guberniya offentliggjorde transskriptioner fra telefonsamtaler mellem russiske soldater, der var blevet behandlet for skader modtaget under kampe i Ukraine på et hospital i Pskov. Soldaterne afslørede heri, at de var blevet sendt i krig, men var blevet fortalt af deres officerer, at de skulle på "en øvelse".
Formanden for Ruslands overhus i parlamentet og statskontrolleret russiske tv-kanaler erkendte efterfølgende, at russiske soldater befandt sig i Ukraine, men omtalte disse som "frivillige". En reporter for det russiske oppositionsmedie Novaya Gazeta udtalte, at den russiske militærledelse betalte soldater for at kæmpe i Ukraine i forsommeren 2014 og herefter begyndte at beordre soldater ind i Ukraine. Denne reporter rapporterede endvidere om én sag, hvor soldater, der havde nægtet, var blev truet med retsforfølgelse. Det russisk oppositionsparlamentsmedlem Lev Shlosberg kom med lignende udtalelser.
I begyndelsen af september 2014 rapporterede statsejede russiske tv-kanaler om begravelser af russiske soldater, der var døde i Ukraine i forbindelse med krigen i Donbas, men beskrev dem som "frivillige", der kæmpede for den "russiske verden". Valentina Matviyenko, en toppolitiker i det regerende parti Det Forenede Rusland, roste også "frivillige", der kæmper i deres "broderlige nation", med henvisning til Ukraine. Russisk stats-tv viste efterfølgende, for første gang, begravelsen af en soldat dræbt i kamp i det østlige Ukraine. Den statskontrollerede tv-station Channel One viste begravelsen af faldskærmssoldaten Anatoly Travkin i den russiske by Kostroma. Tv-stationen sagde, at Travkin hverken havde fortalt sin kone eller sine befalingsmænd om sin beslutning, om at drage i krig og hjælper separatisterne i kampen mod de ukrainske regeringsstyrker. Officielt havde han fået "orlov", påstod nyhedsoplæseren.

#### Mariupol-offensiven og første Minsk-våbenhvile
Den 3. september 2014 filmede et tv-hold fra Sky News en gruppe tropper nær Novoazovsk iført moderne kampudstyr, som var typisk for russiske enheder, og som rejste i nye militærkøretøjer uden nummerplader og andre markeringer. Journalisterne konsulterede efterfølgende nogle eksperter, som konkluderede, at dele af dette udstyr (uniformer, rifler) også blev anvendt af russiske landstyrker og faldskærmstropper.
Den 3. september udtalte den ukrainske præsident Poroshenko, at han havde indgået en "permanent våbenhvile"-aftale med den russiske præsident Putin. Rusland benægtede dog, at en sådan våbenhvileaftale eksisterede. De benægtede yderligere, at de overhovedet var part i konflikten og tilføjede, at de kun deltog i diskussioner om "hvordan konflikten skulle løses". Poroshenko trak efterfølgende sin tidligere udtalelse om en våbenhvileaftale tilbage.
Den 5. september skrev Mick Krever på sin CNN-blog, at den faste russiske repræsentant ved OSCE, Andrey Kelin, havde sagt, at det var naturligt, at de pro-russiske separatister "vil befri" Mariupol. Ukrainske styrker berettede yderligere om, at russiske efterretningsgrupper var blevet set i området. Kelin sagde, at "der muligvis kunne være frivillige derovre." Den 4. september 2014 sagde en NATO-officer, at der var flere tusinde regulære russiske tropper, der opererede i Ukraine.
I henhold til våbenhvileaftalen kaldet Minsk-protokollen, af d. 5. september 2014, blev der trukket en linje mellem Ukraine og de separatistkontrollerede dele af Donetsk og Luhansk oblasterne i den sydøstlige del af landet.

#### Optrapningen i november 2014
Den 7. november bekræftede embedsmænd fra NATO, at invasion af Ukraine forsat pågik, idet 32 russiske kampvogne, 16 haubitskanoner og 30 lastbiler med tropper var gået ind i Ukraine. Den 12. november gentog NATO sin besked om russisk troppeopbygning; den amerikanske general Philip Breedlove sagde, at "russiske kampvogne, russisk artilleri, russiske luftforsvarssystemer og russiske kamptropper" var blev observeret. Den litauiske delegation til FN fordømte Ruslands 'ikke-erklæret krig' mod Ukraine. Journalisten Menahem Kahana tog et billede, der viste et 1RL232 "Leopard" overvågningsradarsystem i Torez, øst for Donetsk; og den hollandske freelancejournalist Stefan Huijboom tog billeder, som viste 1RL232'eren være ledsaget af 1RL239 "Lynx" radarsystemer.
Observatører fra OSCE observerede endvidere køretøjer, der krydsede den russisk-ukrainske grænse, som tilsyneladende blev anvendt til at transportere døde soldater. I et tilfælde, den 11. november 2014, krydsede et køretøj, som var mærket med den russiske militærkode for dræbte soldater fra Rusland til Ukraine – og vendte senere tilbage. Den 23. januar 2015 advarede Komitéen for Soldaters Mødre om, at værnepligtige blev sendt til det østlige Ukraine. NATO påpegede, at det havde set en stigning i russiske kampvogne, artilleristykker og andet tungt militært udstyr i det østlige Ukraine og opfordrede på ny Moskva til at trække sine styrker ud af Ukraine.
Centret for Eurasian Strategic Intelligence vurderede – baseret på officielle udtalelser, information fra forhør af tilfangetagne, satellitovervågningsdata samt verificerede meddelelser fra pårørende og profiler på sociale netværk – at over 30 russiske militærenheder deltog i konflikten i Ukraine. I alt havde over 8.000 soldater kæmpet der på forskellige tidspunkter. Chicago Council on Global Affairs påpegede, at de pro-russiske separatister havde en teknologisk fordel sammenlignet med den ukrainske hær, da denne havde set en stor tilstrømning af avancerede militærsystemer i midten af 2014: effektive antiluftvåben ("Buk", MANPADS) nedbragte effektiviteten af de ukrainske luftangreb, russiske droner leverede efterretninger og russisk kommunikationssystem vanskeliggjorde ukrainernes mulighed for at tilgå kommunikationsefterretninger. Ligeledes anvendte den russiske side også hyppigt elektronisk krigsførelse, som Ukraine manglede og ikke i samme grad rådede over. Conflict Studies Research Centre fremlagde lignende konklusioner med hensyn til de pro-russiske separatisters teknologiske fordele.
Talrige rapporter om russiske tropper og krigsførelse på ukrainsk territorium blev fremlagt for FN's Sikkerhedsråd. På mødet den 12. november anklagede repræsentanten fra Storbritannien også Rusland for forsætligt at begrænse OSCE's kapacitet til at observere udviklingen af konflikten og påpegede blandt andet her, at observatørerne kun havde lov til at overvåge en to kilometers grænsestrækning mellem Ukraine og Rusland, og at droner, der blev indsat for at udvide deres kapaciteter, blev skudt ned.

#### 2015 og våbenhvilen
I januar 2015 repræsenterede de tre byer Donetsk, Luhansk og Mariupol de tre fronter, hvor Ukraine kæmpede mod styrker, der angiveligt var bevæbnet, trænet og støttet af Rusland.
Den 21. januar – som følge af en række rapporter, der omtalte at yderliggere 2.000 russiske tropper ledsaget af 200 kampvogne og bevæbnede mandskabsvogne havde krydset grænsen – talte Poroshenko om en farlig eskalering af konflikten. Han forkortede sit besøg på World Economic Forum i Davos på grund af sin bekymring over den forværrede situation. Den 29. januar sagde chefen for Ukraines generalmilitærstab, Viktor Muzhenko, at den ukrainske hær ikke var "involveret i kampoperationer mod regulære russiske enheder", men at han havde oplysninger om russiske civile og militære individer, der kæmper sammen med de "ulovlige væbnede grupper"
OSCE-observatører rapporterede den 28. januar fra udkanten af byen Khartsyzk øst for Donetsk, at "en kolonne på fem T-72 kampvogne havde bevæget sig mod øst" og at de umiddelbart herefter havde set "en anden kolonne på fire T-72 kampvogne, der bevægede sig mod øst af samme vej, og som var ledsaget af fire umærkede militærlastbiler, af typen URAL." Observatørerne rapporterede yderligere om en intensiveret bevægelse af umærkede militærlastbiler, dækket af lærred. Efter beskydningen af boligområder i Mariupol sagde NATO's generalsekretær Jens Stoltenberg: "Russiske tropper i det østlige Ukraine støtter disse offensive operationer med kommando- og kontrolsystemer, luftforsvarssystemer med avancerede jord-til-luft-missiler, ubemandede luftsystemer, avanceret multiraket affyringssystemer og elektroniske krigsførelse."'
Nye fredsforhandlinger, kendt som Minsk II og som parterne nåede til enighed om den 15. februar 2015, afsluttede konflikten.

### Den fastfrosne konflikt (2015-2020)
Den amerikanske hærchef i Europa Ben Hodges udtalte i februar 2015, at "det er meget tydeligt, ud fra mængden af ammunition og type af militærudstyr, at der er en direkte russisk militær intervention i Debaltseve-området". Ifølge skøn fra Chicago Council on Global Affairs i februar 2015 talte pro-russiske separatiststyrker omkring 36.000 soldater (sammenlignet med 34.000 ukrainere), hvoraf 8.500-10.000 af disse var russiske soldater. Derudover opererede omkring 1.000 GRU-tropper i området. Ifølge en militærekspert, Ilya Kramnik, overgår de samlede ukrainske styrker de russiske styrker med en faktor to (20.000 pro-russiske separatister mod 40.000, der kæmper for Ukraine).
I februar 2015 havde den uafhængige russiske avis Novaya Gazeta fremskaffet dokumenter, der angiveligt var skrevet af oligarken Konstantin Malofayev og andre, som omhandlede en strategi i tilfælde af, at Viktor Janukovitj ville miste magten og Ukraine ville gå i opløsning, hvilket blev anset som sandsynligt. Dokumenterne skitserede planer for annekteringen af Krim og de østlige dele af landet og beskriver nøje de begivenheder, der faktisk fulgte efter Janukovitjs fald. Dokumenterne beskrev også planer for en PR-kampagne, som skulle forsøge at retfærdiggøre de russiske handlinger.

#### Russisk finansiering af militser og Glazyev-telefonaflytninger
I august 2016 offentliggjorde Ukraines sikkerhedstjeneste (SBU) den første del af nogle telefonaflytninger fra 2014 af Sergey Glazyev (russisk præsidentrådgiver), Konstantin Zatulin med flere, hvori de diskuterede hemmelig finansiering af pro-russiske aktivister i det østlige Ukraine, besættelse af administrationsbygninger og andre aktioner, der med tiden førte til den væbnede konflikt.
Så tidligt som i februar 2014 havde Glazyev givet direkte instrukser til forskellige pro-russiske partier i Ukraine om at tilskynde til uroligheder i Donetsk, Kharkiv, Zaporizhia og Odessa. Han bad forskellige pro-russiske aktører om at overtage lokale administrationskontorer, instruerede dem i hvad de skulle gøre bagefter, hvordan man formulerede deres krav, og lovede støtte fra Rusland – herunder at "sende vores fyre". I yderligere opkald optaget i februar og marts 2014 påpeger Glazyev, at "halvøen ikke har sin egen elektricitet, vand eller gas", og en "hurtig og effektiv" løsning ville være en udvidelse mod nord. Ifølge ukrainske journalister indikerer dette, at planerne om en militær intervention i Donbas – som havde til formål at danne en russisk-kontrolleret marionetstat Novorossiya, for at sikre forsyninger til det annekterede Krim – blev diskuteret længe før konflikten rent faktisk udbrød i april.

#### Russiske troppeindsættelser
I en rapport af Igor Sutyagin udgivet af Royal United Services Institute i marts 2015 blev det fastlagt, at i alt 42.000 regulære russiske kamptropper havde været involveret i kampene – med et toppunkt af 10.000 indsat i december 2014. Den direkte involvering af de russiske tropper på ukrainsk territorium begyndte i august 2014, som var et tidspunkt, hvor det ukrainske militære succeser skabte grobund for, at de pro-russiske oprørere ville kollapse. Ifølge rapporten er de russiske tropper de mest trænede og dygtige enheder på den anti-ukrainske side, hvorimod de regulære Donetsk- og Luhansk-oprørsformationer i det væsentlige bliver brugt som "kanonføde".
Sager om tilskadekomne og dræbte russiske soldater i Ukraine er meget omtalt i lokale russiske medier – særligt i de republikker, hvor de kom. Rekruttering til Donbas gøres via veteraner og andre paramilitære organisationer. Vladimir Yefimov, leder af en af sådanne organisationer, forklarede i detaljer i et interview, hvordan processen fungerer i Ural-området. Organisationen rekrutterer hovedsageligt militærveteraner, men også politifolk, brandmænd mv. med militær erfaring. Omkostningerne ved at udstyre en frivillig er anslået til omkring 350.000 rubler (ca. $6.500). Foruden dette kommer omkostninger til den frivilliges løn, som formodes at udgøre mellem 60.000 til 240.000 rubler om måneden afhængigt af deres erfaring.
De frivillige får udstedt et dokument, der hævder, at deres deltagelse er begrænset til "at tilbyde humanitær hjælp", hvorved russisk lov om lejesoldater forbigås. I henhold til russisk lovgivning om lejesoldater, er en lejesoldat defineret som en person, der "deltager [i kamp] med mål, der strider mod Den Russiske Føderations interesser". Rekrutterne rejser til konfliktzonen uden våben, som gives på destinationen. Ofte har russiske tropper rejst forklædt som Røde Kors-personale. Igor Trunov, leder af det russiske Røde Kors i Moskva, fordømte disse konvojer og sagde, at de vanskeliggjorde levering af den sande humanitær hjælp.
Den 22. april 2015 anklagede det amerikanske udenrigsministerium de "kombinerede russisk-separatistiske styrker" for at ophobe sig luftforsvarssystemer og UAV sammen med kommando- og kontroludstyr i det østlige Ukraine. Udstyret blev i henhold til amerikanerne anvendt til at udføre "kompleks" militær træning, som ikke efterlod "nogen tvivl om, at Rusland er involveret i træningen". Rusland forstærkede også sin militære tilstedeværelse på den østlige grænse til Ukraine samt nær Belgorod – som ligger tæt på Kharkiv.
Da Rusland nægtede at tillade OSCE at udvide sin mission, udtalte OSCE-observatør Paul Picard, at "Vi ser ofte, hvordan russiske medier manipulerer vores udtalelser. De siger, at vi ikke har set russiske tropper krydse grænserne. Men det gælder kun to grænseovergange. Vi aner ikke, hvad der foregår ved de andre."
I september 2015 anslog FN's Menneskerettighedskontor, at der var 8.000 døde, som resultat af konflikten. Endvidere blev det bemærket, at volden var "drevet af tilstedeværelsen og den fortsatte tilstrømning af fremmedkrigere og sofistikerede våben og ammunition fra Rusland."
I 2020 viste en offentligt tilgængelige analyse af russiske jernbanetrafikdata (gdevagon.ru), at der i januar 2015 – en periode med særligt hårde kampe – blev sendt tusindvis af tons gods med jernbane fra forskellige steder i Rusland til Uspenskaya (en lille togstation, der krydser fra Rostovskaya oblast', Rusland, til den separatistkontrollerede del af Ukraine), der var mærkeret som "sprængfarligt ".

#### 2016 eskalering
Den 8. august 2016 rapporterede Ukraine, at Rusland havde øget sin militære tilstedeværelse langs Krim-demarkationslinjen. Grænseovergange blev derefter lukket. Den 10. august hævdede det russiske sikkerhedsagentur FSB, at det havde forhindret et "ukrainske terrorangreb". Endvidere blev der rapporteret om, at  to soldater var blevet dræbt i sammenstød i Armiansk (Krim), og at "flere" ukrainske og russiske borgere var blevet tilbageholdt. Russiske medier rapporterede, at en af de dræbte soldater var en chef for den russiske GRU, som senere blev begravet i Simferopol.
Den ukrainske regering afviste, at hændelsen fandt sted. Sideløbende med denne hændelse hævdede en ukrainsk embedsmand den 9. august, at en række russiske soldater havde deserteret, men ikke var kommet ind i Ukraine, og at der udbrød træfninger mellem russiske efterretningsofficerer og grænsevagter. Den russiske præsident Putin beskyldte Ukraine for at anvende "terrorpraksis". Ukraines præsident Porosjenko kaldte den russiske version af begivenhederne "lige så kynisk og sindssyg". USA benægtede Ruslands påstande, og dets ambassadør i Ukraine (Geoffrey R. Pyatt) udtalte: "Den amerikanske regering har ikke set noget hidtil, der bekræfter de russiske påstande om en 'Krim-indtrængen'."
Rusland havde anvendt påstanden til at etablere en hurtig militær oprustning på Krim, efterfulgt af øvelser og militær bevægelse nær den ukrainske grænse. Ukraines præsident Petro Poroshenko advarede om, at Rusland forbereder sig på en fuld invasion af Ukraine.

#### 2018 Kerch-strædet
Kerch-strædet udgør en kritisk forbindelse for Ukraines østlige havne i Azovhavet til Sortehavet, som Rusland fik de facto kontrol over i kølvandet på annektering af Krim i 2014. I 2017 appellerede Ukraine brugen af strædet til voldgiftsretten. I 2018 havde Rusland bygget en bro over det, hvilket begrænsede størrelsen af skibe, der kunne passere strædet. Ligeledes indførte Rusland nye regler for brugen af strædet, ligesom Rusland ved flere lejligheder har tilbageholdt ukrainske skibe.
Spændingerne over brugen af strædet havde været stigende i flere måneder. Den 25. november 2018 forsøgte tre ukrainske både, der rejste fra Odessa til Mariupol, at krydse Kerch-strædet, hvilket medførte at russiske krigsskibe skød på og beslaglagde de ukrainske både; 24 ukrainske søfolk blev tilbageholdt. Den efterfølgende dag, den 26. november 2018, støttede det ukrainske parlament i overvældende grad indførelsen af krigsret langs Ukraines kystområder, som reaktion på Ruslands affyring og beslaglæggelse af de ukrainske både nær Krim-halvøen. Krigsretten trådte i kraft den 28. november 2018 og udløb automatisk efter 30 dage.

#### 2019-2020
Mere end 110 ukrainske soldater blev dræbt i konflikten mellem ukrainske regeringsstyrker og russisk-støttede separatister i 2019. I maj 2019 tiltrådte den nyvalgte ukrainske præsident Volodymyr Zelenskyj og lovede at afslutte krigen i Donbas. I december 2019 begyndte Ukraine og pro-russiske separatister at udveksle krigsfanger. Omkring 200 fanger blev udvekslet den 29. december 2019. Ifølge de ukrainske myndigheder blev 50 ukrainske soldater dræbt i konflikten mellem ukrainske regeringsstyrker og russisk-støttede separatister i 2020. Siden 2019 har Rusland udstedt over 650.000 interne russiske pas, hvilket den ukrainske regering anser som et skridt i retning af annektering af regionen.

### Optrapning af konflikten (2021-2022)

#### Øget spændinger
Konflikten mellem Rusland og Ukraine eskalerede i begyndelsen af februar 2021. Den ukrainske regering begyndte i februar 2021 at bandlyse mere russisk-orienterede medier, som var associeret med oppositionspartiet Opposition Platform — For Life (OPFL) og medlemmer heraf, såsom bl.a. Taras Kozak og Viktor Medvedtjuk. OPFL var det største oppositionsparti og det næststørste parti i Verkhovna Rada, som ved parlamentsvalget i 2019 havde modtaget ca. 13% – eller knap 2 mio. – af stemmerne. Partiets politiske platform byggede på en række mere russisk-orienterede politiker, herunder bl.a. modstand mod afkommunisering, beskyttelsen af brugen af det russiske sprog, øget handel med SNG-lande, modstand mod større tilknytning til NATO (med ønske om neutralitet på det militær-politiske område) og  genforhandling af associeringsaftalen med EU (EU-skeptisk). Flere af partiets medlemmer, herunder særligt Medvedtjuk, havde ligeledes nære personlige forbindelser til Kreml og Putin selv.
Den ukrainske regeringen retfærdiggjorde bandlysning af medierne med, at medier reelt var propagandavirksomheder for Rusland. USA's ambassade i Kyiv bifaldt efterfølgende tiltaget og betonede nødvendigheden i at ”modvirke russisk ondsindet indflydelse”, mens bl.a. Medvedtjuk fordømte tiltaget og beskyldte det for at være "ulovligt". Den ukrainske regering sanktionerede og beslaglagde efterfølgende, d. 19. februar 2021, også forskellige aktiver tilhørende Medvedtjuk og hans familie. OPFL udtale i denne forbindelse, at Ukraine i dag var "kommet et skridt nærmere et diktatur". Som reaktion på disse tiltag fra Ukraine annoncerede Rusland d. 21. februar 2021 en stor militærøvelse på grænsen mellem Rusland og Ukraine, der bl.a. ville omfatte 3.000 soldater.
I marts 2021 godkendte Præsident Zelenskyj en strategi omhandlende ”befrielsen og reintegrationen” (engelsk: ”de-occupation and Reintegration") af Krim-halvøen. Rusland troppeopbygning langs grænsen til Ukraine blev efterfølgende forøget, ligesom en stabschef i Kreml i april 2021 advarede om, at Rusland kunne komme oprørsstyrkerne i Donbass til forsvar. Rusland havde siden 2019 udstedt ca. 650.000 russiske pas til beboere i Donbass, hvilket præsident Zelenskyj anså som et skridt i retning mod en annektering.
Den indledende troppeopbygning blev efterfulgt af andre troppeopbygning mellem oktober 2021 og februar 2022 i både Rusland og Hviderusland. Under hele denne periode benægtede den russiske regering gentagne gange, at den havde planer om at invadere eller angribe Ukraine; dem, der udstedte benægtelserne, omfattede Putins talsmand Dmitrij Peskov i november 2021, viceudenrigsminister Sergei Ryabkov i januar 2022, den russisk ambassadør i USA Anatoly Antonov den 20. februar 2022, og den russisk ambassadør til Tjekkiet Alexander Zmeevsky den 23. februar 2022.
I begyndelsen af december 2021, efter Rusland havde benægtet nogle intentioner om at invadere Ukraine, frigav USA efterretninger omhandlende russiske invasionsplaner, herunder satellitfotografier, der viser russiske tropper og udstyr nær den ukrainske grænse. Efterretningstjenesten rapporterede ligeledes om eksistensen af en russisk liste over nøglesteder og personer, der skulle dræbes eller neutraliseres ved invasion. USA fortsatte efterfølgende med at frigive rapporter, der forudså en snarlig russisk invasion, men ifølge Michael Kofman fra Center for Naval Analyses forberedte den ukrainske regering sig ikke i tilstrækkelig grad på en mulig forstående invasion.

#### Russiske anklager og krav
I månederne forud for invasionen anklagede russiske embedsmænd Ukraine for at tilskynde til spændinger, russofobi og undertrykkelse af de russisktalende i Ukraine. De stillede også flere sikkerhedskrav til Ukraine, NATO og ikke-NATO-allierede i EU. Disse handlinger blev beskrevet af kommentatorer og vestlige embedsmænd som et forsøg på at retfærdiggøre krig. Den 9. december 2021 sagde Putin, at "Russofobi er et første skridt mod folkedrab". Putins påstande blev afvist af det internationale samfund, og de russiske påstande om folkedrab er bredt blevet beskrevet som grundløse.
I en tale den 21. februar satte Putin spørgsmålstegn ved den ukrainske stats legitimitet og gentog sin påstand om, at Ukraine aldrig havde haft "en tradition som en ægte stat". Han påstod, at Ukraine var blevet skabt af Sovjetrusland. Putin anklagede endvidere det ukrainske samfund og regering for at være domineret af nynazisme, hvor han bl.a. påberåbte sig historien om deres samarbejde i det tysk-besatte Ukraine under Anden Verdenskrig, og gentog en antisemitisk konspirationsteori som gav udtryk for, at det snarere var de russisk kristne fremfor jøder, som de sande ofre for Nazityskland. Selvom Ukraine er præget af en grad af højreekstremisme, herunder gennem den nynazistiske Azov-bataljon og Pravij sektor, har analytikere beskrevet Putins retorik som en kraftig overdrivelse af indflydelsen fra højreekstremistiske grupper i Ukraine; der er ingen udbredt støtte til ideologien i regeringen, militæret eller blandt vælgerne. Poroshenko-administrationen begyndte i 2015 at håndvæve en lov, der fordømte Sovjetunionen og nazisterne. Den efterfølgende ukrainske præsident Zelenskyj, som er jøde, udtalte, at hans bedstefar tjente i den sovjetiske hær, der kæmpede mod nazisterne; tre af hans familiemedlemmer døde under Holocaust.
Under den anden troppeopbygning udsendte Rusland krav til USA og NATO. Disse krav omfattede blandt andet en juridisk bindende aftale, der ville forhindre Ukraine i nogensinde at blive medlem af NATO, ligesom der var krav om tilbagetrækning af udstationeret tropper i NATO's østeuropæiske medlemslande. Rusland truede med et uspecificeret militært modsvar, hvis NATO fortsatte med at følge sin "aggressive linje". Disse krav blev bredt fortolket som værende ikke-levedygtige; nye NATO-medlemmer i Central- og Østeuropa havde tilsluttet sig alliancen, fordi deres befolkninger bredt foretrak at bevæge sig hen imod de sikkerhedsgarantier og økonomiske muligheder, som NATO og EU tilbød. Deres regeringer søgte beskyttelse mod russisk aggression. Kravet om en formel traktat, der forhindrer Ukraine i at blive medlem af NATO, blev også set som ikke-levedygtige af vestlige embedsmænd, da det ville være i modstrid med traktatens "åben dør"-politik. NATO havde dog ikke udvist noget ønske om at imødekomme Ukraines anmodninger om at blive medlem.

#### Påståede sammenstød (17.-21. februar)
Den 17. februar 2022 eskalerede kampene i Donbas markant. Ukrainerne og de pro-russiske separatister beskyldte hinanden for at skyde ind på hinandens territorium. Den 18. februar igangsatte Folkerepublikkerne i Donetsk og Luhansk en obligatorisk nødevakuering af civile fra deres respektive hovedstæder. Ukrainske medier rapporterede om en kraftig stigning i artilleribeskydningen fra de russisk-støttede militante i Donbas, som forsøg på at provokere den ukrainske hær.
I et forsøg på at retfærdiggøre en invasion af Ukraine, intensiverede den russiske regering sin desinformationskampagne i dagene op til den senere invasion, hvor russiske statsmedier promoverede videoer, der foregav at vise ukrainske styrker angribe Rusland. Mange af desinformationsvideoerne var dårlige og bar præg af amatørkvalitet. Senere beviser har vist, at de påståede angreb, eksplosioner og evakueringer i Donbas var iscenesat af Rusland.

#### Eskalering (21.-23. februar)
Den 21. februar kl. 22:35 (UTC+3) meddelte Putin, at den russiske regering officielt ville anerkende Folkerepublikkerne i Donetsk og Luhansk. Samme aften beordrede Putin, at russiske tropper skulle indsættes i Donbas, i det Rusland omtalte som en "fredsbevarende mission". Interventionen den 21. februar i Donbas blev fordømt af flere medlemmer af FN's Sikkerhedsråd; ingen gav udtryk for støtte til det. Den 22. februar bemyndigede det russiske Føderationsrådet enstemmigt, at Putin kunne bruge militær magt uden for Rusland.
Som modsvar beordrede Zelenskyj, at den ukrainske hærs reservister skulle indkaldes. Den følgende dag proklamerede Ukraines parlament en 30-dages landsdækkende undtagelsestilstand og beordrede mobilisering af alle reservister. I mellemtiden begyndte Rusland at evakuere sin ambassade i Kyiv. Det ukrainske parlaments og regerings hjemmesider blev, sammen med bankwebsteder, ramt af DDoS-angreb, bredt tilskrevet russisk-støttede hackere.
Natten til den 23. februar holdt Zelenskyj en tale på russisk, hvori han appellerede til, at de russiske borgere skulle forhindre krig. Han afviste samtidig også Ruslands påstande om nynazisme i den ukrainske regering og erklærede, at han ikke havde til hensigt at angribe Donbas-regionen. Kremls talsmand Dmitrij Peskov sagde den 23. februar, at separatistlederne i Donetsk og Luhansk havde sendt et brev til Putin som sagde, at ukrainsk beskydning havde forårsaget civile dødsfald og appellerede om militær støtte fra Rusland.
Som modsvar anmodede Ukraine om et hastemøde i FN's Sikkerhedsråd, som blev indkaldt til kl. 21:30 (UTC−5). En halv time inde i krisemødet annoncerede Putin starten på de militære operationer i Ukraine. Sergiy Kyslytsya, den ukrainske repræsentant, opfordrede efterfølgende den russiske repræsentant, Vasily Nebenzya, til at "gøre alt muligt for at stoppe krigen" eller opgive sin stilling som præsident for FN's Sikkerhedsråd ; Nebenzya nægtede.

### Den russisk invasion af Ukraine (2022)
Den 21. februar 2022 hævdede den russiske regering, at ukrainsk beskydning havde ødelagt en FSB-grænsefacilitet på grænsen mellem Rusland og Ukraine. Samtidig hævdede de, at de havde dræbt fem ukrainske soldater, der forsøgte at krydse ind på russisk territorium. Ukraine nægtede at have været involveret i begge hændelser og kaldte dem "false flag"-operationer. Samme dag anerkendte den russiske regering formelt de selvudråbte DPR og LPR som uafhængige stater – ikke kun i deres de facto kontrollerede områder, men også de ukrainsk-kontrollerede dele af oblasterne. Putin beordrede russiske militærstyrker til at gå ind i regioner.
Den 24. februar 2022 beordrede den russiske præsident Vladimir Putin en invasion af Ukraine af russiske væbnede styrker, der tidligere var koncentreret langs grænsen. Invasionen omfattede angreb på tværs af grænsen mellem Hviderusland og Ukraine og blev efterfulgt af målrettede luftangreb på militærbygninger i Ukraine. Den ukrainske præsident Volodymyr Zelenskyj vedtog som modsvar krigslov og en generel mobilisering i hele Ukraine. Varslingssirener blev hørt i hele Ukraine det meste af dagen.
Verdens militærudgifter når ny rekordhøje, da de europæiske udgifter stiger

(Stockholm, 24. april 2023) De samlede globale militærudgifter steg med 3,7 procent i faste priser i 2022 for at nå et nyt højdepunkt på 2240 milliarder dollars. Militærudgifterne i Europa oplevede den kraftigste stigning fra år til år i mindst 30 år. De tre største forbrugere i 2022 - USA, Kina og Rusland - tegnede sig for 56 procent af verdens samlede beløb, ifølge nye data om globale militærudgifter offentliggjort i dag af Stockholm International Peace Research Institute (SIPRI).
Ukraines militærudgifter nåede 44,0 milliarder dollars i 2022. Med 640 procent var dette den højeste enkeltårige stigning i et lands militærudgifter, der nogensinde er registreret i SIPRI-data. Som et resultat af stigningen og den krigsrelaterede skade på Ukraines økonomi, steg den militære byrde (militære udgifter som andel af BNP) op til 34 procent af BNP i 2022, fra 3,2 procent i 2021.
Ukraines ITIL-infrastruktur er blevet forringet som følge af russiske cyberangreb og bombardementer. Adskillige ukrainske byer og infrastrukturanlæg er blevet besat, herunder Tjernobyl-atomkraftværket. Den 25. februar sagde en amerikansk forsvarstjenestemand, at de "russiske styrker møder mere modstand" i deres fremrykning mod Kyiv "end de forventede"; det samme blev konkluderet af James Heappey, Storbritanniens minister for de væbnede styrker, den efterfølgende dag.

## Eksterne links
- Гай-Нижник Павло Павлович Росія проти України (1990-2016 рр.): Гай-Нижник Павло Павлович Росія проти України (1990-2016 рр.): Гай-Нижник Павло Павлович Росія проти України (pp. – К.: «МП Леся», 2017. – 332 с.ISBN 978-617-7530-02-1ISBN 978-617-7530-02-1
- "Anchor quits: I can't be part of network 'that whitewashes' Putin's actions". CNN World. 5. marts 2014. Hentet 11. april 2015.
- "Russia's invasion of Ukraine (March 2 live updates)". Kyiv Post. 2. marts 2014. Hentet 11. april 2015.
- "Путін vs народ України. 2 березня. ОНЛАЙН" [Putin vs the people of Ukraine. 2 March. ONLINE] (ukrainsk). Ukrayinska Pravda. 2. marts 2014. Hentet 11. april 2015.
- "Ukraine crisis: an essential guide to everything that's happened so far". The Guardian. Hentet 11. april 2015.
- Granholm, Niklas; Malminen, Johannes; Persson, Gudrun (juni 2014). "A Rude Awakening. Ramifications of Russian Aggression Towards Ukraine" (PDF). Swedish Defence Research Agency. 91 pages. Arkiveret fra originalen (PDF) 10. november 2014. Hentet 11. april 2015.
- "Ukraine crisis: Timeline". BBC Online. 13. november 2014. Hentet 11. april 2015.
- "As it happened: Russia troops 'inside Ukraine'". BBC News. Hentet 11. april 2015.
- Список российских военных и добровольцев, погибших на Украине [List of Russian military and volunteers who were killed in Ukraine]. openrussia.org (russisk). 22. december 2014. Arkiveret fra originalen 19. oktober 2017. Hentet 11. april 2015.
- Открытая Россия устанавливает личности погибших из списка "Груз-200" [Open Russia is in the process of establishing identities of the victims from the list "Груз-200"]. openrussia.org (russisk). 1. april 2015. Arkiveret fra originalen 19. oktober 2017. Hentet 11. april 2015.
- "Bellingcat Launches the Ukraine Conflict Vehicle Tracking Project". Bellingcat. 3. februar 2015. Hentet 11. april 2015.